# Argisjti I
Argisjti I (armeniska: Արգիշտի Ա) var den sjätte kände kungen av Urartu i ordning. Han regerade från 786 före Kristus till 764 före Kristus.
Argisjti I grundade Erebunifästningen 782 före Kristus, vilken utvecklades till Jerevan, idag Armeniens huvudstad. 
Han var son och efterträdare till Menua och fortsatte de erövringar som hans företrädare hade påbörjat. Han var inblandad i en rad icke avgörande strider med den assyriske kungen Salmanassar IV. Han erövrade den norra delen av Syrien och gjorde Urartu till den starkaste staten i det efter-hettitiska Mindre Asien. Han utökade också sitt rike norrut till sjön Sevan, efter att ha erövrat en stor del av Araratslätten. Argisjti I uppförde Erebunifästningen 782 före Kristus och fästningen i Argisjtichinili år 776 före Kristus.
Han efterträddes av sin son Sarduri II.